# Thomas Sheridan Riddell-Webster
Sir Thomas Sheridan Riddell-Webster, britanski general, * 1886, † 1974.